# Þórólfur Björnsson
Þórólfur baegifótr Björnsson (apodado Thorolfur el Cojo, n. 900) fue un caudillo vikingo y bóndi de Hvammr, Snæfellsnes en Islandia. Es un personaje secundario de la saga Eyrbyggja, padre de Arnkell Goði. Þórólfur fue de los últimos colonos en llegar a la isla, junto a su madre, pero a su juicio la tierra que ocupaba no era suficiente y buscó un duelo (holmgang) con algún colono que no tuviera lazos familiares que después le reclamasen una compensación; así encontró a Úlfarr kappi, que ya era anciano y sin descendencia, a quien retó a un duelo por sus tierras y venció, pero el viejo guerrero le hirió en el pie que le produjo una cojera de por vida, de ahí vino su apodo. El perfil de Þórólfur era el de un hombre injusto y autoritario. Inició una causa legal contra su propio hijo, Arnkell, por la muerte de unos thralls y amparado por Snorri Goði, a quien prometió tierras a cambio de asistencia legal (por esas tierras, su hijo murió enfrentado a Snorri y sus aliados, los Þorbrandsson); Þórólfur había enviado a los esclavos a quemar la hacienda de otro Úlfarr, uno de los bóndi libertos de Úlfarr kappi que estaba bajo la protección de Arnkell.

## Draugr
La muerte de Þórólfur se presentó atípica, tras sentirse indispuesto y permanecer sentado en su alto pedestal toda la noche, murió allí mismo en algún momento de la víspera y lo encontraron así mismo sentado y con los ojos abiertos al día siguiente. Tras su entierro en un túmulo, las supersticiones locales le achacaron algunas muertes, acontecimientos extraños y desaparición de ganado, y los habitantes creyeron ver en él a un no muerto, un draugr, que se presentaba por las noches en las granjas de sus vecinos y que aterrorizaron a todo el valle, convirtiendo su hacienda en un lugar maldito. Su hijo Arnkel se vio forzado a exhumar el cadáver y enterrarlo en otro lugar.